# الوارو گونزالس (بازیکن فوتبال، زاده ۱۹۹۰)
آلوارو گونزالس (انگلیسی: Álvaro González؛ زادهٔ ۸ ژانویهٔ ۱۹۹۰) بازیکن فوتبال اهل اسپانیا است.
از باشگاه‌هایی که در آن بازی کرده‌است می‌توان به اسپانیول، راسینگ سانتاندر، ساراگوسا و مارسی اشاره کرد.
وی همچنین در تیم ملی فوتبال زیر ۲۱ سال اسپانیا بازی کرده‌است.